# Truman Boddensportcomplex
Het Truman Boddensportcomplex is een multifunctioneel gebouw in George Town, Kaaimaneilanden. Het is vernoemd naar Truman Bodden (1945), een voormalig politicus van het eiland. Een onderdeel van het complex is het stadion waar bijvoorbeeld voetbalwedstrijden wordt gespeeld. Maar in het complex vinden ook rugby- en zwemwedstrijden plaats. In het sportcomplex is plaats voor 3.000 toeschouwers.